# Siphonostegia chinensis
Siphonostegia chinensis är en snyltrotsväxtart som beskrevs av George Bentham. Siphonostegia chinensis ingår i släktet Siphonostegia och familjen snyltrotsväxter. Inga underarter finns listade i Catalogue of Life.